# Playa de San Lorenzo
La playa de San Lorenzo está situada en pleno centro de Gijón. Con una longitud de 1550 metros y forma de concha, es una de las playas más emblemáticas del Principado de Asturias. Se prolonga desde la escalera 0 ("La Cantábrica"), situada tras la Iglesia de San Pedro, hasta la escalera número 16 (zona popularmente conocida como "el Tostaderu"), en la desembocadura del río Piles. No obstante se extiende una zona rocosa durante trescientos metros más hasta el "Mayán de Tierra", llegando a alcanzar una longitud total de unos 1,8 km. Paralela a ella discurre el Paseo del Muro de San Lorenzo, que continúa hacia el Este más allá de la propia playa con la conocida senda costera del Cervigón, un recorrido marítimo de más de 2 kilómetros que nos acerca otras playas como la de El Rinconín o la de Peñarrubia. En total, la extensión del arenal asciende a 40.000 metros cuadrados en pleamar y 240.000 en bajamar.

## Historia

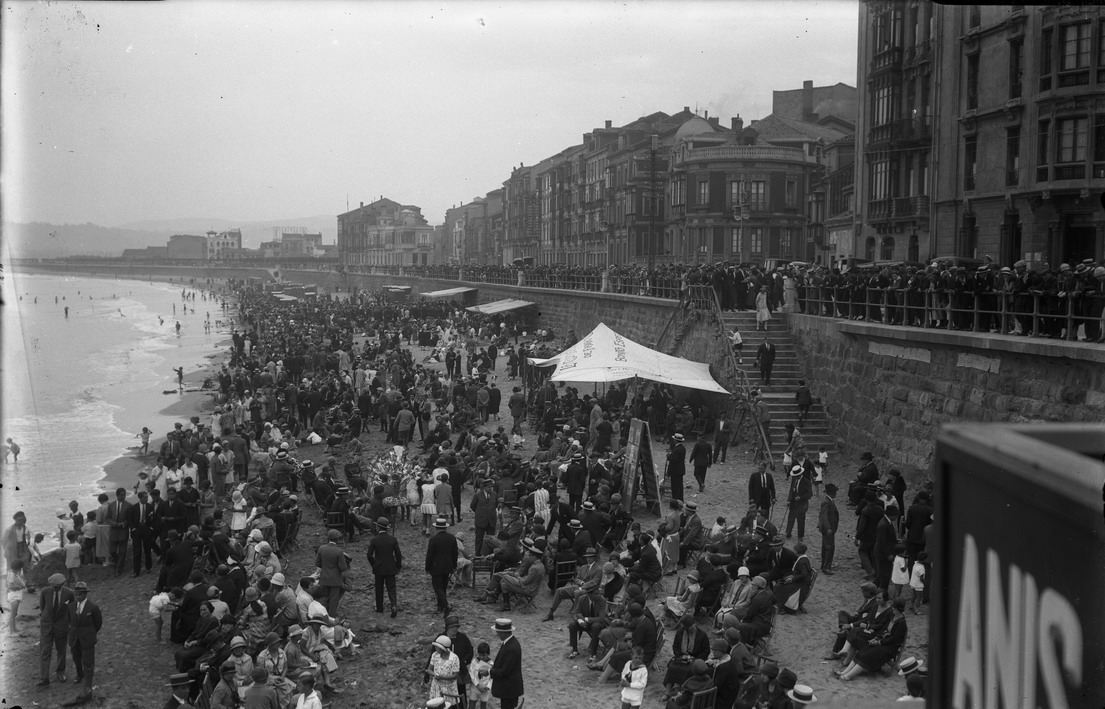
La playa y el Paseo del Muro desde el balneario La Favorita, 1911.

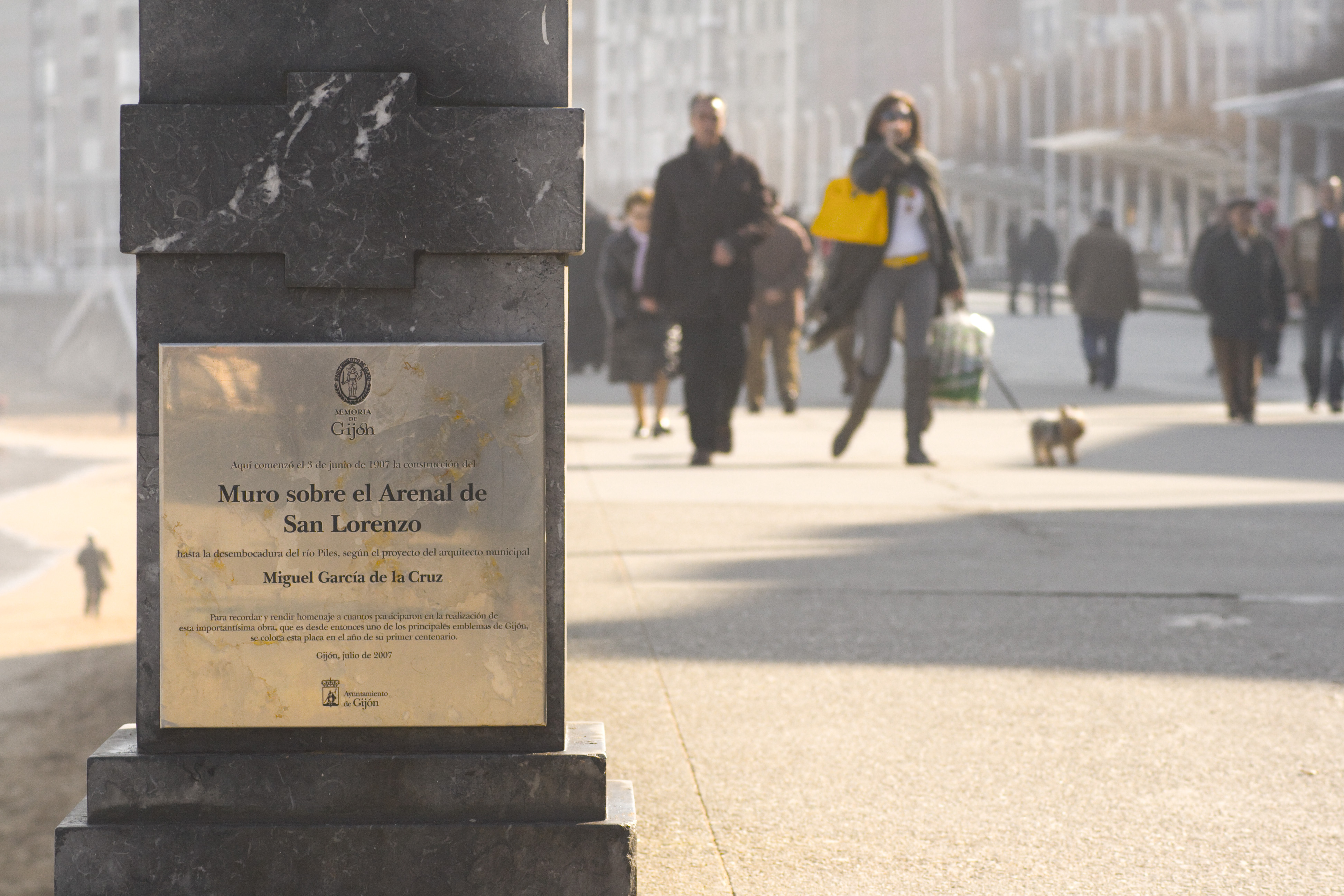
Placa instalada en 2007 con motivo de los 100 años de la construcción del paseo.

La playa se consideraba por los gijoneses inhóspita y peligrosa por sus fuertes mareas, vientos y gran tamaño de los arenales. En 1867 se proyecta el plan de ensanche de Gijón sobre los arenales de la playa, dando origen al barrio de La Arena. En 1874 se funda el primer balneario, que llegarían a ser cuatro: Las Carolinas, La Cantábrica, La Sultana y La Favorita; comprendidos entre la Escalera 0 y 5 y siendo visibles algunos de sus restos hoy en día. El último cerró en 1936, no sin antes dejar la moda (burguesa) de los «Baños de Ola» entre los gijoneses.
En enero de 1986 se hunde frente a las costas de la bahía el barco carbonero Castillo de Salas, que provoca una persistente contaminación de las aguas y de la arena con carbón aún en la actualidad.

### El Muro
El Muro, emblemático paseo marítimo, fue construido entre 1907 y 1916. Destaca la construcción de «La Escalerona», escalinata monumental, en 1933 y las reformas del paseo que ocurrieron en 1951, 1982 y la actual, de 1993.

#### Construcción 1907-1916
En 1887 aparece el primer proyecto de construcción de un paseo marítimo. En 1903, el alcalde Rato y Hevia y sus concejales bajan a los arenales para comprobar de primera mano a las olas y asegurarse de que pueden ser contenidas por el paseo. En 1907 y con un presupuesto de 263 000 pesetas comienza la construcción del paseo a partir de la escalera 7. El proyecto fue llevado a cabo por el arquitecto municipal Miguel García de la Cruz, que también diseñaría la popular balaustrada del paseo. Tras unas arduas obras debido a las limitaciones técnicas (los mayores medios eran carretas municipales usadas para traer tierra desde el barrio de El Coto) y las inclemencias del tiempo; los trabajos se concluyen en abril de 1916. La fecha de apertura puede ser confusa puesto que la obra se hizo según llegaba el presupuesto, en todo momento abierta al público y sin actos de inauguración.

#### Evolución 1916-2020
En 1933 se inaugura La Escalerona, escalinata monumental de hormigón con 3 secciones coronada con un pilar con la bandera de Gijón. Diseñada por Díaz y Fernández-Omaña, fue reformada en el año 2002 por su hijo Miguel Díaz.
En 1952 comienza una reforma integral considerable, que otorga al paseo unas emblemáticas pérgolas de hormigón blanco, una nueva pavimentación y un rediseño de espacios favorable al automóvil (6 carriles de circulación y varias filas de aparcamientos). El proyecto fue llevado a cabo por José Avelino Díaz Fernández-Omaña, en colaboración con Juan Manuel del Busto, Miguel Díaz Negrete, José Antonio Muñiz y Juan Corominas.
En 1982 ocurre otra actuación, que consistió en demoler las pérgolas para la sorpresa ciudadana. Esa actuación sería complementada en 1991 con el inicio de una reforma integral. En esta ambiciosa reforma; se cambia el pavimento de todo el paseo por el característico actual, se construye el aparcamiento del Náutico y se rediseñada la plaza, se elimina espacio al automóvil y se construye la central de salvamento. Se inaugura en 1993 tras un coste de 841 millones de pesetas.
En marzo de 2008 se inaugura la escalera 0, «La Cantábrica», para dar acceso a un pedrero entre el Real Club Astur de Regatas y la iglesia de San Pedro. En 2011 se construye una rotonda con paso subterráneo de peatones en el cruce de la avenida de Castilla con el puente del río Piles. En 2014 abre un carril bici a lo largo de todo el paseo.

#### El Cascayu 2020-2023
Tras el confinamiento por COVID-19 de 2020 comenzó la polémica peatonalización del paseo mediante el cierre de 2 carriles de coche gracias al denominado "Cascayu" (que consistía en el pintado del asfalto de colores siguiendo una disposición que recordaba al juego infantil). La actuación fue liderada y defendida por Aurelio Martín, concejal de Medio Ambiente y Movilidad del Ayuntamiento de Gijón por Izquierda Unida y por la alcaldesa Ana González (FSA).
De inmediato, el proyecto obtuvo el rechazo de una parte de la sociedad gijonesa por los problemas de tráfico derivados por el cierre de los viales. Un grupo formado en las redes sociales, Stop Muro, inició entonces una intensa campaña contra la decisión municipal de modificación del paseo, que desembocó en una demanda contra el Ayuntamiento para hacer cumplir la normativa del Plan General de Ordenación Urbana de 2004, que estipulaba la doble circulación del tráfico en todo el paseo.
En abril de 2022 una sentencia  judicial falló a favor de los demandantes y ordenó restituir de forma inmediata el estado anterior de la vía, apoyándose en las actuaciones invasivas que revelan que no tenían un verdadero carácter provisional, que alegaba el Ayuntamiento para justificar la obra.

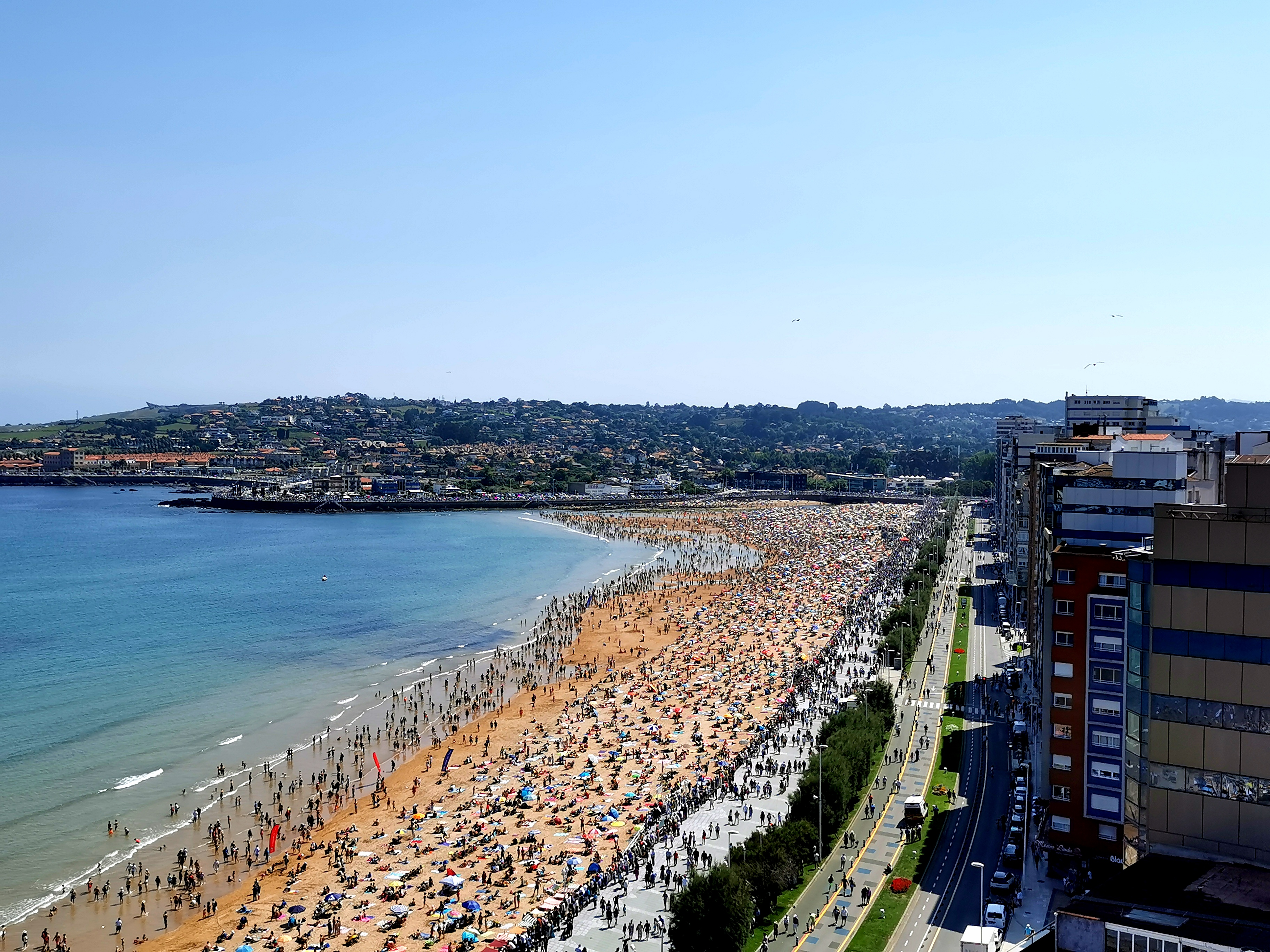
Vista superior de la playa durante el Festival Aéreo de Gijón de 2022. Se aprecia el "cascayu", reabierto al tráfico en julio de 2022.

El Ayuntamiento recordó que para que se iniciaran las obras Stop Muro debía depositar un aval de 47 958 euros. Stop Muro y grupos municipales de oposición iniciaron una campaña popular para conseguir la citada suma. El 18 de mayo de 2022 la jueza accedió a la petición de presentar tal aval monetario para que dieran comienzo las obras. El 20 de junio se iniciaron los trabajos de reacondicionamiento para desmantelar la citada obra volviendo el tráfico al "Cascayu" el 5 de julio. Hay que mencionar que no se volvió como tal a la configuración de viales de 2019, sino que se optó por abrir al tráfico en la zona peatonalizada.
A pesar de la sentencia judicial, el Ayuntamiento manifestó sus intereses de continuar con la reforma. El anteproyecto, presentando en abril de 2022, recogía la eliminación del "tráfico de paso", incorporar nuevas zonas peatonales, la reforma de las distintas plazas y la inclusión de vegetación. Las obras no afectarían al pavimento de 1993. El Ayuntamiento decidió aplazar la reforma al nuevo gobierno formado tras las elecciones municipales de mayo de 2023.
La reforma se convierte en uno de los principales elementos de la campaña electoral de las distintas formaciones políticas. Destaca el proyecto de Foro Asturias, candidatura liderada por la exalcaldesa Carmen Moriyón. Foro propuso la construcción de una gran túnel de cuatro carriles que desde el martillo de Capua se prolongue hasta o bien la avenida de Castilla o bien hasta el entorno de El Molinón. El túnel se acompañaría con plazas de aparcamiento y en la superficie se crearía una mayor área peatonal, así como un carril de circulación y otro de aparcamiento. El proyecto fue criticado por el amplio espacio que concedía al coche y su alto coste. Como actuación inicial se volvería a la configuración original del paseo.
Las elecciones son ganadas por Carmen Moriyón y a los pocos días de formar el nuevo gobierno municipal en junio de 2023 comienza el desmonte de todas las actuaciones del cascayu, instalando de nuevo la configuración de viales de 2019.

## Características y condiciones de baño
Se caracteriza por una arena fina y tostada. El oleaje es moderado/fuerte y se distinguen 3 zonas de baño diferenciadas y vigiladas por socorristas: Escalerona (escalera 4), Centro (escaleras 7-8) y Piles (escalera 12). Normalmente la zona de La Escalerona es la que presenta mejores condiciones de oleaje para el baño.
La gran amplitud de las mareas que se da en esta playa condiciona mucho su anchura. La zona centro se considera de riesgo para los bañistas por las corrientes cortas debidas a los desniveles por los corrimientos de arena. La zona de la desembocadura del Piles también se califica como tal por las corrientes de agua, desniveles de arena y el gran volumen de agua en algunas mareas.

## Servicios
Su alta ocupación y su ubicación en pleno centro urbano garantizan todo tipo de servicios: duchas, lavapiés, alquiler de tumbonas y hamacas, guardarropa, taquillas, aseos, fuentes de agua... así como una Oficina de Turismo a la altura de la escalera 4.
Cuenta con servicio de salvamento. Desde principios de mayo presta vigilancia fines de semana y festivos; desde el 1 de junio hasta el 30 de septiembre de forma permanente en horario de 10:00 a 21:00 horas. La central de salvamento se encuentra instalada en la escalera número 12 y cuenta con servicio de megafonía e información, emitiendo partes meteorológicos y del estado de la mar cada hora. En el mismo edificio de servicios se encuentra una sede de la Policía Local.
Debido a su gran tamaño e integración urbana, es muy fácilmente accesible por todos los medios de transporte.

## Deportes
La playa está preparada para el vóley-playa, con dos pistas en la escalera 15, y el fútbol playa, que se practica a la altura de la escaleras 7 y 8 cuando la marea lo permite. Otros deportes marítimos como el surf, kayak de mar o windsurf también tienen lugar en esta playa.

## Eventos

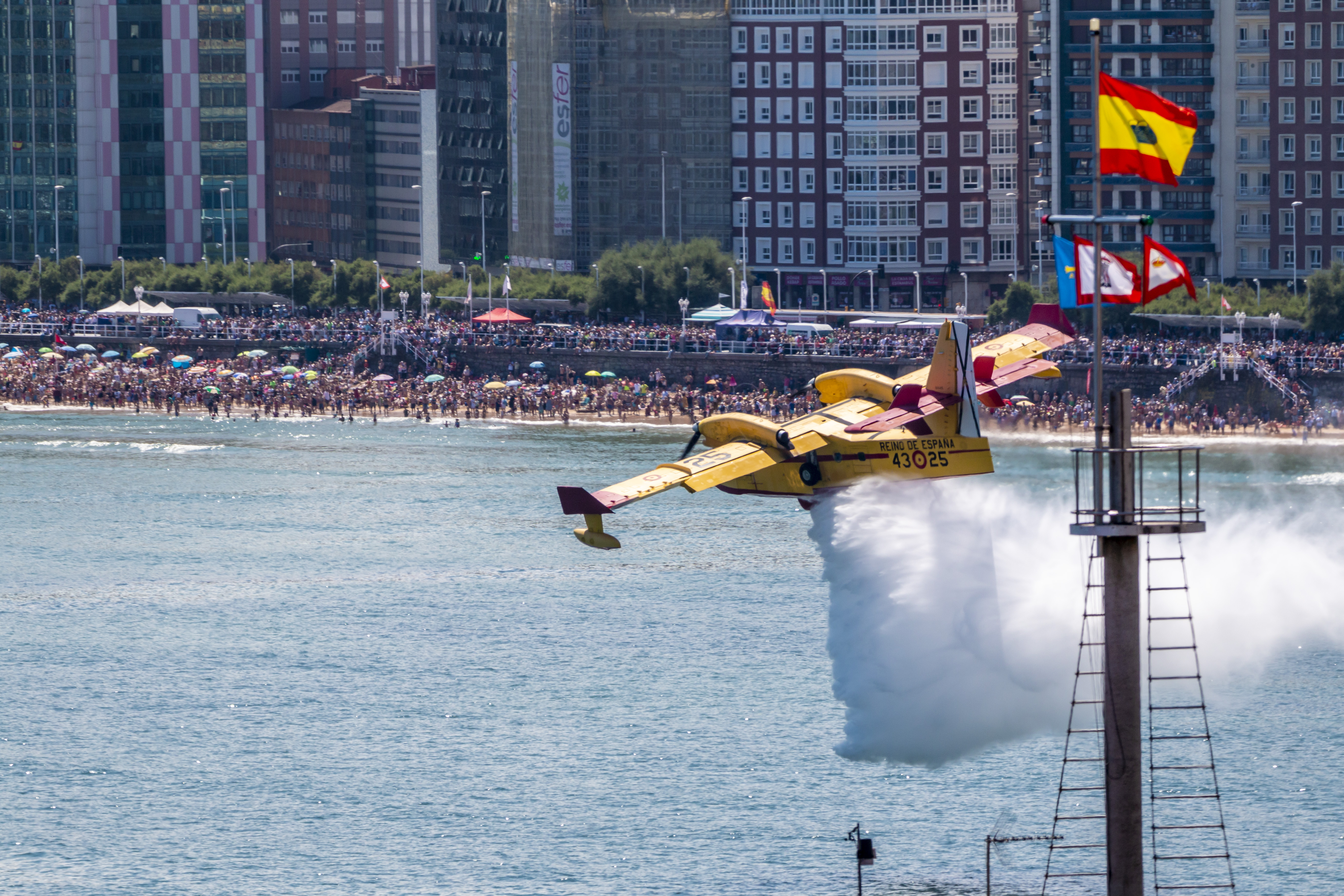
Hidroavión sobre la playa durante el Festival Aéreo de Gijón.

Desde 2006, en julio, se celebra el Festival Aéreo de Gijón, que atrae a miles de espectadores.
Por motivo de la Semana Grande (Semanona), hay un espectáculo de pirotecnia nocturno entre el 14 y 15 de agosto conocido como "Fuegos de Begoña", al ser esta la Patrona (oficiosa) de Gijón.

## Reconocimientos
En el verano del año 2010 se izó por primera vez la bandera "Ecoplayas" que fue conseguida de nuevo para la temporada 2011. También para el año 2011 se ha conseguido el reconocimiento "Q" de Calidad Turística.